# Хэншань (Цзиси)
Хэнша́нь (кит. упр. 恒山, пиньинь Héngshān) — район городского подчинения городского округа Цзиси провинции Хэйлунцзян (КНР).

## История
Когда в начале XX века в Маньчжурии были установлены структуры гражданского управления, то эти земли оказались под юрисдикцией уезда Мишань (密山县). В 1914 году в уезде были обнаружены залежи угля, и в 1916 году мукденский предприниматель Юань Дачжан переселил сюда первые 13 семей для их разработки.
В 1931 году Маньчжурия была оккупирована японскими войсками, а в 1932 году было образовано марионеточное государство Маньчжоу-го. В сентябре 1941 года эти земли вошли в состав нового уезда Цзинин (鸡宁县).
В 1945 году Маньчжурия была освобождена Советской армией. В 1946 году здесь был образован район Хэншань. В 1950 году он стал Четвёртым районом (第四区) уезда Цзиси. В мае 1956 года район был расформирован, и вместо него был создан посёлок Хэншань. В марте 1957 года посёлок Хэншань был ликвидирован, а вместо него официально создан район Хэншань городского округа Цзиси.

## Административное деление
Район Хэншань делится на 7 уличных комитетов и 2 волости.
| № | Название   | Название (кит.)    | Статус          | Население чел. (2010) | На карте                         |
| - | ---------- | ------------------ | --------------- | --------------------- | -------------------------------- |
| 1 | Сяохэншань | 小恒山街道办事处   | уличный комитет | 33291                 | 45°12′34″ с. ш. 130°54′31″ в. д. |
| 2 | Дахэншань  | 大恒山街道办事处   | уличный комитет | 27792                 | 45°12′34″ с. ш. 130°54′31″ в. д. |
| 3 | Эрдаохэцзы | 二道河子街道办事处 | уличный комитет | 25725                 | 45°12′34″ с. ш. 130°54′31″ в. д. |
| 4 | Фэньдоу    | 奋斗街道办事处     | уличный комитет | 19557                 | 45°12′34″ с. ш. 130°54′31″ в. д. |
| 5 | Хунци      | 红旗乡             | волость         | 18432                 | 45°12′54″ с. ш. 130°53′53″ в. д. |
| 6 | Люмао      | 柳毛乡             | волость         | 15392                 | 45°14′08″ с. ш. 130°46′32″ в. д. |
| 7 | Чжансинь   | 张新街道办事处     | уличный комитет | 12464                 | 45°12′34″ с. ш. 130°54′31″ в. д. |
| 8 | Люмао      | 柳毛街道办事处     | уличный комитет | 6274                  | 45°12′34″ с. ш. 130°54′31″ в. д. |
| 9 | Хуамулинь  | 桦木林街道办事处   | уличный комитет | 1253                  | 45°12′34″ с. ш. 130°54′31″ в. д. |